# Обыкновенный гольян
Гольян обыкновенный, или гольян-красавка, также синявка (лат. Phoxinus phoxinus), — вид рыб семейства карповых (Cyprinidae). Обитает почти во всей Европе и в большей части Сибири. Главное местопребывание гольяна обыкновенного — ручьи и речки. Известен в озёрах с чистой прохладной водой.
Местные названия в Беларуси: голыш, красавка, малявка, золотавка, пестряк; на Днепре — скоморох, форелька; на Немане — крумела; в Ленинградской области — пируза; насара — в Вологодской области; мулява, кузнечик, сентябрюха - в Никольском районе Вологодской области; мейва, мейма, синьтява, пиньтява, хивка, маймуха — в Архангельской области и Карелии, горькушка в Псковской области 
.

## Описание
Длина тела 10—12 см, масса около 15 г. Отличается широким туловищем и по числу глоточных зубов (6 с каждой стороны, в двух рядах — 2\44\2). Чешуя мелкая, на животе отсутствует. Окрас — песочный, пёстрый, вдоль спины идёт чёрная полоса, живот белый. Во время нереста гольян приобретает радужные цвета.

## Содержание в неволе

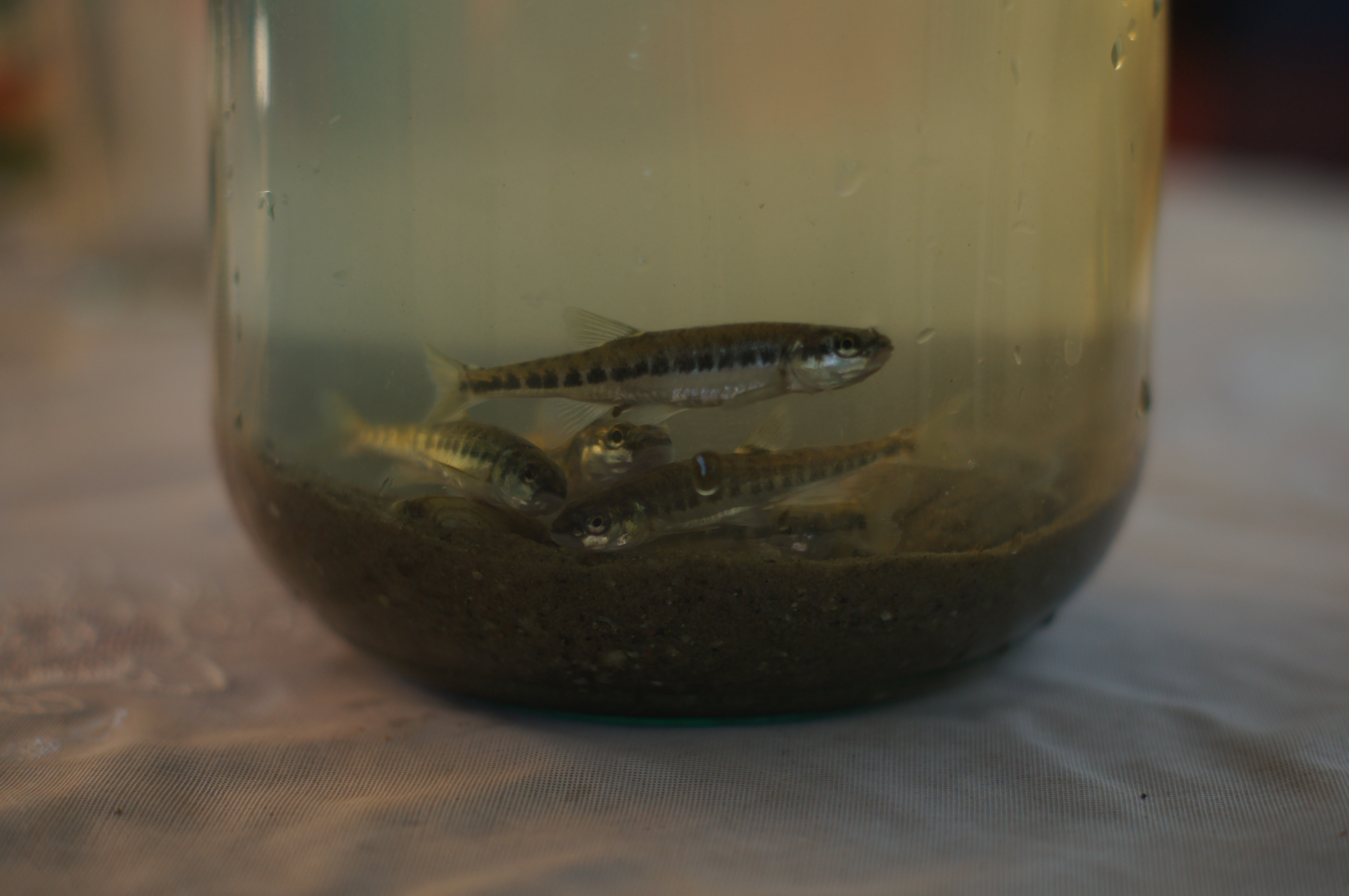
Гольян в банке

Часто гольян используется в качестве аквариумной рыбы. На стайку из трёх гольянов требуется аквариум от 50 литров.
Воду до краёв наливать нельзя, так как эти рыбы часто выпрыгивают из аквариума на пол. Гольяны, перенесённые из светлого аквариума в затемнённый, уже через несколько часов становятся тёмными и, наоборот, быстро светлеют, оказавшись на свету.
Питаются они насекомыми и их личинками, червями, планктоном, дафнией и диатомеями. Также не брезгуют сухими и замороженными кормами для рыб. Гольян агрессивен. Зачастую это проявляется ближе к вечеру. Рыб, которые ненамного меньше его по размеру, убивает и съедает, а у тех, что превышают его по размеру, обгрызает плавники.